# Медаль «25 лет независимости Индии»
Медаль «25 лет независимости Индии» (хинди 25 वें स्वतंत्रता वर्षगांठ पदक, англ. 25th Independence Anniversary Medal — военная государственная награда Индии, учреждённая в 1972 году в честь 25-й годовщины независимости страны. Медаль вручалась военнослужащим, сотрудникам правоохранительных органов и другим категориям гражданских лиц, находившимся на службе на 15 августа 1972 года.

## Критерии награждения
Медалью награждались следующие категории лиц:
Военнослужащие регулярных и резервных подразделений Вооружённых сил Индии, включая Армию, ВМФ, ВВС, территориальную армию, милицию Джамму и Кашмира, а также другие военизированные формирования. Также награждались сотрудники полиции, железнодорожной охраны, сил гражданской обороны, пожарной службы, тюремного ведомства, Центральных сил промышленной безопасности, а также технический персонал Разведывательного бюро и других организаций, утверждённых правительством.

## Описание медали
Медаль круглой формы, диаметром 35 мм, изготовливалась из медно-никелевого сплава. На аверсе находится изображение Львиной капители с девизом, а также надписи хинди «पच्चीसवीं स्वतंत्रता जयंती मेडल» и англ. «25th Independence Anniversary Medal» по краю. На реверсе в центре изображено Колесо Ашоки и даты «1947» (вверху) и «1972» (внизу).
Шёлковая лента состоит из трёх равных полос цветов национального флага (шафрановая, белая, зелёная) в центре и двух узких тёмно-бордовых полос (по 10 мм каждая) по краям.